# NGC 1669
NGC 1669 è una galassia a spirale situata nella costellazione del Dorado, a una distanza di circa 272 milioni di anni luce dalla nostra Via Lattea.

## Scoperta
La galassia è stata scoperta il 20 dicembre 1835 dall'astronomo britannico John Herschel.